# Senkenschlag
Senkenschlag ist ein Gemeindeteil des Marktes Markt Indersdorf im oberbayerischen Landkreis Dachau.

## Lage
Das Dorf liegt etwa fünfeinhalb Kilometer nordwestlich von Markt Indersdorf an der Gemeindestraße zwischen Wagenried und Stangenried auf der Gemarkung Langenpettenbach.

## Geschichte
Die Waldgebiete von „Schenkenschlag“ (Rodung des Schenk) gehörten bis zur Klosteraufhebung 1783 zum Kloster Indersdorf. Danach wurde das Holz geschlagen. 1806 erwarb Lukas Landmann aus Ainhofen ein großes Grundstück, baute einfache Häuser darauf und verkaufte diese an Siedler. Um den Grund nutzbar zu machen, wurden die abgeholzten Flächen abgebrannt, wodurch diese Siedlung auch den Namen „Grasbrand“ erhielt. Wie schwer dieses Leben war, lässt sich an den folgenden häufigen Besitzerwechseln erkennen.